# Skala (avbildning)

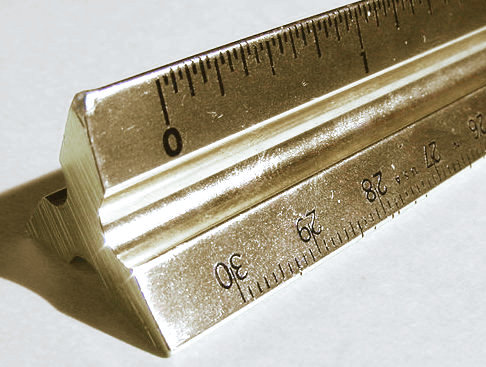
En skalstock används för att mäta med i olika skalor på ritningar.

Vid olika sorters avbildningar av verkligheten eller  objekt, till exempel kartor eller tekniska ritningar, anger skalan förhållandet mellan ett visst avstånd på avbildningen och motsvarande avstånd i verkligheten. I fallet med kartor och ritning utgörs skalan då av en så kallad längdskala. Om skalan till exempel är 1:10 000 innebär det att ett avstånd på 1 cm på avbildningen är 10 000 cm (100 m) i verkligheten. I detta exempel är avbildningen en förminskning av verkligheten. På ritningar eller liknande är det också vanligt att man gör en förstoring av verkligheten (till exempel skala 100:1). En avbildning av verkligheten utan förstoring eller förminskning har skalan 1:1.
Areaskala är förhållandet mellan areor. Areaskalan är kvadraten på längdskalan. Ytterligare en annan typ av skala är volymskala som visar förhållandet mellan volymer. Volymskalan är kuben på längdskalan.

## Stor och liten skala
En skala är ett bråk när den skrivs med formen skala = 1 : skalfaktor. Det ger att man med en större skalfaktor (som är nämnare) får en mindre skala, och med en mindre skalfaktor får en större skala, dvs då blir avbildningen större. Det innebär exempelvis att 1:100 000 är en mindre skala än 1:10 000.